# Lydie Salvayre

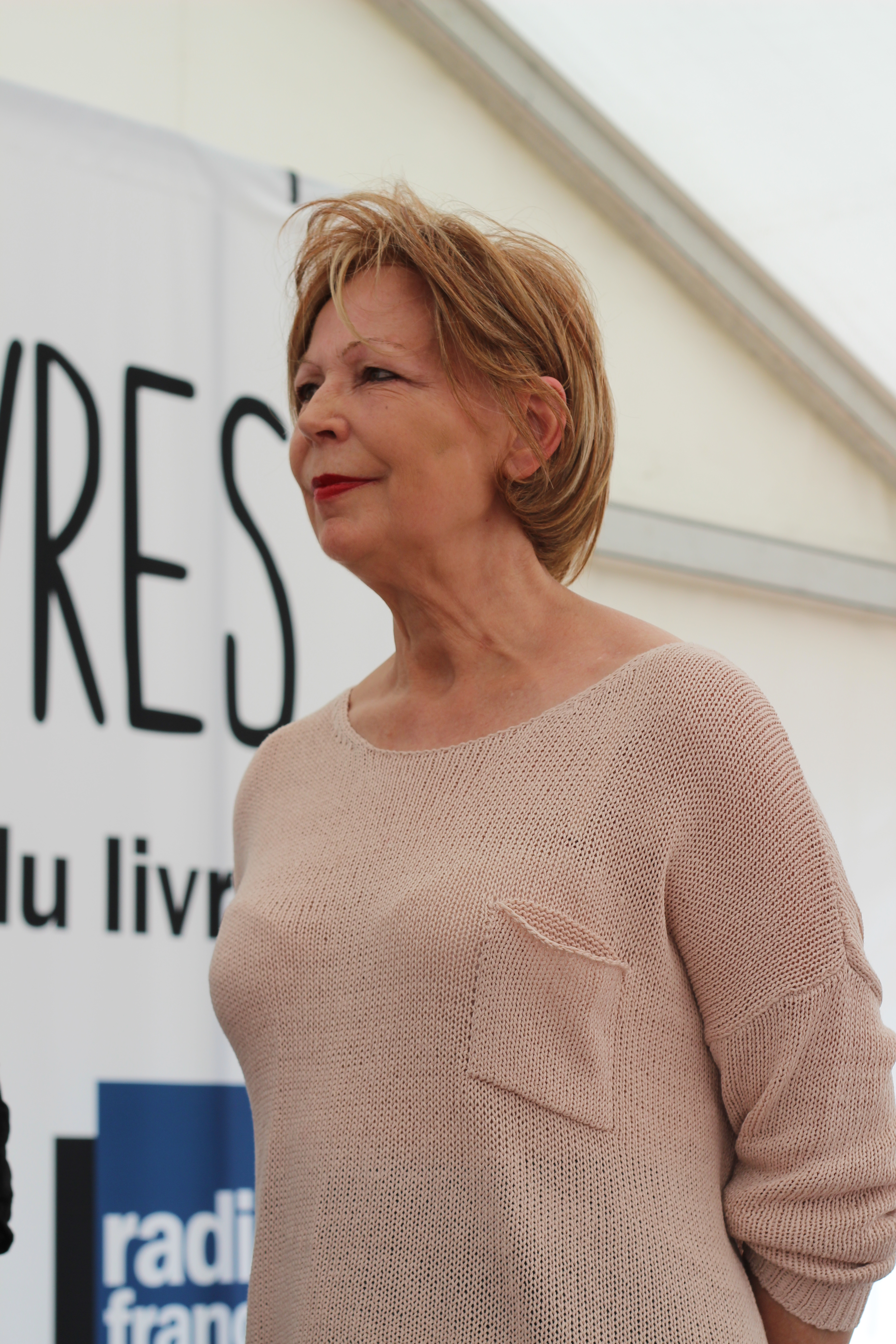
Lydie Salvayre (2014)

Lydie Salvayre (geborene Arjona; 5. September 1948 in Autainville, Département Loir-et-Cher) ist eine französische Schriftstellerin und Medizinerin. Ihre Werke sind in mehr als 20 Sprachen übersetzt worden. Für ihren Roman Pas pleurer wurde sie 2014 mit dem Prix Goncourt ausgezeichnet.

## Leben
Lydie Arjona wuchs als Tochter geflohener spanischer Republikaner in Auterive in der Nähe von Toulouse auf. Ihre Mutter stammt aus Katalonien, ihr Vater aus Andalusien. Mit Spanisch als Muttersprache lernte sie Französisch in der Crèche. Nach dem Bac studierte sie moderne Literatur und Spanisch an der Universität Toulouse. Sie schloss 1969 ein Medizinstudium an und spezialisierte sich auf Psychiatrie. In Marseille und in Bouc-Bel-Air war sie bis Ende der 1970er Jahre in der Psychiatrie berufstätig. Nach ihrer Scheidung 1983 zog Lydie Salvayre nach Paris und arbeitete als Pädiaterin in einer Praxis in Argenteuil.

## Werk
Anfang der 1980er Jahre erschienen ihre ersten literarischen Arbeiten in regionalen Zeitschriften, ihr erster Roman La déclaration (1990) erhielt den Debütantenpreis Prix Hermès du premier roman. Brigitte Louichon hat in ihrer Studie von 2002 herausgearbeitet, welcher Art die verschiedenen Formen von Subversion sind, mit denen Salvayre auf die Konventionen mündlicher Rede Druck ausübt („que Salvayre fair subir aux conventions des discours oraux“): Entweder baut sie in öffentliche Diskurse intime Aspekte aus einem Privatleben ein oder sie verwendet für mündliche Rede rhetorische Muster und Sprachregister, die der Schriftsprache oder sogar der literarischen Sprache zuzuordnen wären. Salvayres Absicht sei es, so Louichon, denjenigen eine Stimme zu geben, die der eigenen Stimme beraubt worden sind. Da es ihren Stimmen bei Salvayre dennoch an Glaubwürdigkeit mangele, statte die Autorin die Stimmen mit all der Macht aus, die der Literatur zur Verfügung steht.
Salvayre hat seit 2002 außer Romanen auch Theaterstücke veröffentlicht. Der Roman Hymne (2011) basiert auf dem Leben von Jimi Hendrix. 2014 wurde ihr Roman Pas pleurer über das Leben ihrer Mutter mit dem Prix Goncourt ausgezeichnet.
Salvayres Werke sind in mehr als zwanzig Sprachen übersetzt worden.

## La Vie commune(1991)
Suzanne ist um die 60 und erzählt in einem Monolog, was ihr in der letzten Zeit bei der Arbeit passiert: Eine Neue, mit der sie nun ihr Büro teilen muss, raubt ihr den Nerv, weil sie anders ist. Und weil sie jünger ist und weiß, wie man einen Computer benutzt. In dieser quälenden Situation wird der Leser dazu gebracht, mit beiden Seiten zu sympathisieren.

## Pas pleurer(2014)
In Pas pleurer werden historische Ereignisse aus dem spanischen Bürgerkrieg verflochten mit der außergewöhnlichen Geschichte der 15-jährigen Montse während des anarchistischen Sommers 1936 in Barcelona: Weil zwei junge Leute ihrer sozialen und politischen Herkunft nach verschieden sind, kommen sie in dieser Zeit trotz ihrer Liebe füreinander nicht zusammen. Der Roman fußt auf persönlichen Erzählungen aus dem Leben der katalanischen Mutter der Autorin sowie Augenzeugenberichten über die grausame Verfolgung der kommunistischen Bevölkerung mit voller Zustimmung der Kirchenvertreter, deren Verlauf Georges Bernanos in Die großen Friedhöfe unter dem Mond (1938) schildert. Am Beispiel des Bruders von Montse, Josep, werden auch Lynchaktionen der Republikaner untereinander in Erinnerung gerufen. Der Titel des Romans stammt aus einem Brief der russischen Lyrikerin Marina Zwetajewa.

### Stil und Leseerlebnis
Es sind zwei Perspektiven miteinander verflochten zu hören: Den Zeitzeugen Bernanos ekelt es und er prangert an, wie die Nationalisten „die schlechten Armen“ („les mauvais pauvres“) terrorisieren, während die damals jugendliche Zeitzeugin Montse, selbst „mauvaise pauvre“, sich kaum mehr erinnert, außer dass diese begeisternden Erlebnisse am Beginn der Befreiungsbewegung zu den intensivsten ihres Lebens zählen. Zwei Redeweisen, zwei Visionen, die mit unserer Gegenwart auf merkwürdige Weise zusammenklingen, wodurch die Erzählkunst von Lydie Salvayre mit aller Kraft zum Ausdruck kommt: zwischen Heftigkeit und Leichtigkeit, zwischen Brutalität und Feingefühl. Die Figuren des Romans wirken stark überzeichnet in ihrer Persönlichkeit, was die Autorin damit begründet, dass sich in einer Zeit des Bürgerkriegs persönliche Einstellungen radikalisieren, religiöse wie politische. Salvayres Können ist getragen von einer Prosa, die einem einerseits makellos erscheint und einem andererseits in fröhlichem Ton hart zuzusetzen vermag.

## Rezeption
Salvayres Werke nehmen einen festen Platz in der französischen Gegenwartsliteratur ein.

## Auszeichnungen
- Prix Hermès du premier roman, 1990, La déclaration
- Prix Novembre, 1997, La Compagnie des spectres
- Prix François-Billetdoux, 2009, BW
- Prix Goncourt, 2014, Pas pleurer

## Werke (Auswahl)
Prosa
- La Déclaration, Roman 1990
- La vie commune, Roman 1991
- La Médaille, Roman 1993
- La puissance des mouches, Roman 1995
  - Die Macht der Fliegen, dt. von Renate Nentwig, Klett-Cotta, Stuttgart 2001. ISBN 3-608-93013-2
- La compagnie des spectres, Roman 1997
  - Das Gewicht der Erinnerung, dt. von Renate Nentwig, Klett-Cotta, Stuttgart 1999. ISBN 3-608-93436-7
- La conférence de Cintagabelle, 1999
- Les belles âmes, Roman 2000
- Contre, 2002
- Et que les vers mangent le boeuf mort, Essays 2002
- Passage à l'ennemie, Roman 2003
- La méthode Mila, Roman 2005
  - Milas Methode, dt. von Claudia Kalscheuer, DTV, München 2006. ISBN 3-423-24559-X
- Quelques conseils utiles aux élèves huissiers, Essays 2005
- Portrait de l'écrivain en animal domestique, Roman 2007
- BW, Roman 2009
- Petit traité d'éducation lubrique, 2010
- Hymne, Roman 2011 (basiert auf dem Leben von Jimi Hendrix)[5]
- Sept Femmes. Emily Bronte, Marina Tsvetaeva, Virginia Woolf, Colette, Sylvia Plath, Ingeborg Bachmann, Djuna Barnes, 2013
- Pas pleurer, 2014
  - Weine nicht, dt. von Hanna van Laak, Blessing, München 2016. ISBN 978-3-89667-564-4

Theaterstücke
- La Compagnie des spectres, 2002
- La Puissance des mouches, 2005
- La conférence de Cintagabelle, 2005
- Les Belles âmes, 2008
- Quelques conseils aux élèves huissiers, 2011